# 謝仕光
謝仕光（英語：Xie Shiguang；1917年6月—2005年8月25日：聖名雅各伯），天主教中國籍地下教會主教，但不獲中國政府承認。曾任福寧教區主教（閩東教區主教）。

## 生平
謝仕光1917年6月生於中華民國河北省保定市。他在十三歲進小修院，七年後入熙篤會聖母神慰院初學兩年，但因病離開。1940年他入讀北京大修院。期後由於日本侵華及國共內戰，因此在不同修院接受培育。1949年5月3日晉鐸。晉鐸後，當時很多同學相繼逃離中國，他卻應福寧教區牛會卿主教的要求留在福建服務。

### 四次被囚
1949年，中華人民共和國成立後，對宗教進行嚴格管理。1955年，謝仕光與其後繼任人黃守誠神父及兩名司鐸被捕，兩年後因為反革命罪被判勞動改造。1972年又因編寫牧靈指導小冊子而坐牢，至1980年重獲自由。

### 秘密晉牧
由於，謝仕光一直拒絕加入中國政府的官方組織天主教愛國會，並於1984年1月25日，獲秘密祝聖晉牧成為福寧教區主教。晉牧後不久，第三度被捉入獄，囚禁三年。在1990年至1991年最後一次被囚禁，獲釋後返家休養，再回到羅江天主堂服務。至2005年診斷患上慢性粒細胞白血病，在福州醫治無效逝世。

## 紀念
2021年6月2日，布達佩斯市長卡拉松尼·蓋爾蓋伊宣布，為抗議中國復旦大學在匈牙利布達佩斯設立分校，決定將校區附近其中一條街道改以「謝仕光主教道」」（Hszie Si-kuang püspök út），其餘三條為「光復香港道」（Szabad Hongkong út）、「達賴喇嘛道」（Dalai Láma út）和「維吾爾烈士徑」（Ujgur Mártírok útja）。